# Gordon Northcott
Gordon Stewart Northcott (Saskatchewan, 9 novembre 1906 – Carcere di San Quintino, 2 ottobre 1930) è stato un assassino seriale canadese naturalizzato statunitense, condannato a morte e giustiziato nel carcere di San Quintino.

## Gli omicidi

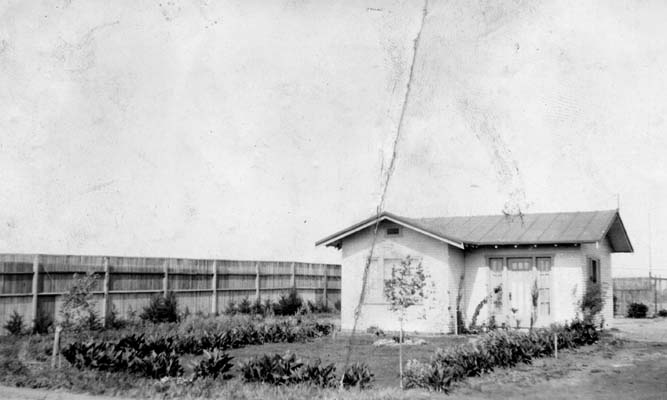
Il ranch di Northcott

Gordon Stewart Northcott fu l'autore di una serie di sparizioni ed omicidi di bambini (conosciuti come "Wineville Chicken Coop Murders"), verificatisi a Los Angeles e a Riverside County, California, dal 1926 al 1928. Il caso ricevette attenzione nazionale e mise in evidenza la corruzione del Dipartimento di Polizia di Los Angeles.
Nel settembre 1928, la polizia di Los Angeles visitò il ranch di proprietà della famiglia Northcott, a Wineville. Nel 1926, Sanford Clark, il nipote tredicenne del proprietario del ranch, Gordon Stewart Northcott, era stato prelevato da quest'ultimo da casa sua, a Saskatchewan in Canada. Northcott abusò sessualmente di lui, prima che un membro della famiglia, scoperta la situazione, avvisasse la polizia. La polizia trovò Clark al ranch e lo prese in custodia. Clark raccontò che Northcott aveva rapito, molestato e ucciso numerosi bambini con l'aiuto di colei che prima di successivi chiarimenti durante il processo era considerata sua madre, Sarah Louise Northcott, e con la partecipazione forzata dello stesso Clark.
La polizia tornò ad ispezionare il ranch e trovò parti del corpo ed oggetti personali di bambini scomparsi, oltre a alcune asce sporche di sangue. Clark raccontò inoltre che i resti dei bambini venivano cosparsi di calce viva e seppelliti nel deserto.
Gordon e la madre, che erano intanto scappati in Canada, vennero arrestati vicino a Vernon.

## Il processo
Sarah Louise Northcott inizialmente confessò ogni omicidio, incluso quello di Walter Collins, nove anni, figlio di Christine Collins, ma in seguito ritirò ogni confessione, così come Gordon, che aveva precedentemente confessato l'assassinio di cinque bambini.
L'8 febbraio 1929, dopo ventisette giorni di processo a Riverside County, il Giudice George R. Freeman, che già aveva accusato Northcott dell'uccisione dei due fratelli Lewis e Nelson Windlow (di 12 e 10 anni), scomparsi da Pomona il 16 maggio 1928, e di un bambino messicano mai identificato, aggiunse che Northcott era il responsabile di circa una ventina di omicidi; venne inoltre dichiarato che questi aveva rapito, molestato, torturato, ucciso e smembrato questi ed altri bambini nel corso del 1928.
Il 13 febbraio 1929, Gordon Stewart Northcott venne condannato all'impiccagione e la sentenza venne eseguita il 2 ottobre 1930.
Sarah Louise Northcott venne accusata dell'assassinio di Walter Collins. Venne condannata all'ergastolo, da scontare presso la Tehachapi State Prison, ma fu rilasciata dopo aver scontato meno di dodici anni.
Durante il processo, Gordon Stewart Northcott apprese che Sarah Louise, che aveva creduto essere sua madre, era in verità sua nonna: lei confessò infatti che Gordon era il risultato di un incesto che suo marito, Cyrus George Northcott, aveva commesso nei confronti della loro figlia Winifred.

## Walter Collins
Walter Collins (9 anni) scomparve da Los Angeles il 10 marzo 1928, dopo che era uscito di casa per andare da solo al cinema (nel film Changeling, realizzato da Clint Eastwood, con Angelina Jolie nel ruolo di Christine, il bambino viene lasciato in casa da solo, sotto la custodia di una vicina, anche se si può ipotizzare che si sia incamminato verso il cinema durante il rapimento, vista la promessa non mantenuta dalla madre Christine di portarvelo). Il caso ricevette attenzione nazionale e la Polizia di Los Angeles risultò totalmente incapace di indagare riguardo alla sua scomparsa, facendosi pubblicità negativa, mentre aumentavano le pressioni pubbliche perché il caso fosse risolto; finché, cinque mesi dopo la scomparsa di Walter, fu ritrovato un bambino a DeKalb, Illinois, cui venne attribuita l'identità di Walter Collins.
Furono scambiate lettere e fotografie prima che Christine Collins, madre di Walter, pagasse al bambino il viaggio per Los Angeles. La polizia organizzò un incontro pubblico per l'incontro di madre e figlio, sperando in questo modo di cancellare la pubblicità negativa derivante da questo e da altri casi mal risolti; inoltre, le forze dell'ordine sfruttarono l'attenzione dedicata a tale fatto per far passare inosservati episodi di corruzione di cui il reparto era stato accusato.
Al momento della riunione, però, Christine Collins disse che quel bambino non era suo figlio Walter; il capitano di polizia che si occupava del caso, J. J. Jones, suggerì alla donna di "portare il bambino a casa e provare per un paio di settimane" dal momento che, probabilmente, lo shock subito da Walter era stato tale da farlo mutare d'aspetto e comportamento. Christine accettò.
Tre settimane dopo, la donna tornò dal Capitano, insistendo sul fatto che quel bambino non fosse suo figlio. Pensando che Christine stesse solamente tentando di incastrare in qualche modo la polizia, o più che altro temendo che le insistenze della donna potessero mettere nuovamente in cattiva luce il suo operato, J. J. Jones fece ricoverare la Collins per disturbi psichiatrici, mandandola al Los Angeles County Hospital sotto il "Codice 12", termine tecnico per indicare persone con carenze psichiche, o più propriamente "scomode".
Durante l'incarceramento di Christine, Jones interrogò il bambino che diceva di essere Walter Collins, il quale ammise di essere il dodicenne Arthur Hutchins Jr., scappato dall'Illinois e originario dello Iowa. Arthur raccontò di aver sentito della scomparsa di Walter da un barista, in un cafè dell'Illinois, e di aver deciso di impersonarlo dopo aver saputo della provenienza di Walter, ovvero Los Angeles; la sua meta era Hollywood, dove avrebbe potuto incontrare il suo attore preferito, Tom Mix.
Christine Collins venne liberata dieci giorni dopo la confessione di Hutchins, ed intentò una causa contro il Dipartimento di Polizia di Los Angeles.
La Collins vinse la causa, e avrebbe dovuto essere ricompensata con 10800 $, che Jones non pagò mai.
Cinque anni dopo l'esecuzione di Northcott, uno dei bambini da lui rapiti e dunque creduto morto, ricomparve dicendo di essere riuscito a scappare insieme con altri. Dato che il corpo di Walter non venne ritrovato, Christine continuò a sperare che fosse vivo, e continuò a cercarlo per tutta la vita senza successo, finché morì senza aver saputo nulla della sorte di suo figlio.
L'ultima apparizione pubblica di Christine Collins risale al 1941, in cui tentò di raccogliere denaro per intentare una nuova causa contro Jones.

## Arthur J. Hutchins, Jr.

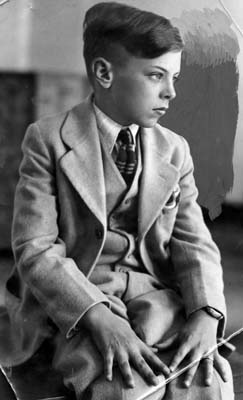
Arthur J. Hutchins

Arthur J. Hutchins scrisse nel 1933 come e perché prese i panni di Walter Collins.
La madre biologica di Hutchins era morta quando lui aveva nove anni, ed egli aveva scelto di fingersi Walter Collins per sfuggire dalla sua matrigna, Violet. Arthur viveva oramai per strada da un mese, quando la polizia lo prese, a DeKalb, e cominciò a fargli domande su Walter Collins. Da principio il ragazzo disse di non conoscerlo, ma cambiò versione quando seppe che Walter era californiano.
Dopo aver confessato, Hutchins rimase per due anni nel riformatorio Iowa State Training School for Boys a Eldora, Iowa.
Hutchins espresse comunque il suo pentimento per quello che aveva fatto e per il dolore che aveva causato a Christine Collins, e scrisse: "So che mi devo scusare con Mrs. Collins e con lo stato della California".
Diventato adulto, tornò - pare - in California ove lavorò come fantino e domatore di cavalli.
Morì per un trombo nel 1954, lasciando moglie e una figlia piccola, Carol, che ebbe a dichiarare: «La vita di mio padre è stata piena di avventure. Secondo me non ha sbagliato».

## Il seguito
Gli investigatori trovarono un'ascia e delle ossa, capelli e dita di tre delle vittime seppellite vicino al pollaio nel ranch di Northcott (da qui "Wineville Chicken Coop Murders").
La località di Wineville cambiò il suo nome in Mira Loma il 1º novembre 1930, per via dei fatti spiacevoli ivi avvenuti e della cattiva pubblicità da essi risultata.
Viceversa, Wineville Avenue si chiama tuttora così e la piccola casa in legno in cui vissero Gordon Stewart Northcott e Sanford Clark, negli anni ristrutturata e modificata, è tuttora esistente, benché oggi non più in aperta campagna bensì immersa in un quartiere residenziale. Il pollaio non esiste più.

## Nella cultura di massa
- Nel libro Lunga è la notte di Anthony Flacco e Jerry Clark (figlio di Sanford) viene raccontata la storia di Clark e degli omicidi.
- Nel 2008 è uscito il film Changeling con Angelina Jolie, di Clint Eastwood, basato su questi fatti, dove Gordon Stuart Northcott è interpretato da Jason Butler Harner.[2]
- La vicenda appare anche in una puntata di American Horror Story: Hotel.